# Miguel Vico Hernández
Miguel Vico y Hernández fue un pintor español de la segunda mitad del siglo XIX y comienzos del XX.

## Biografía

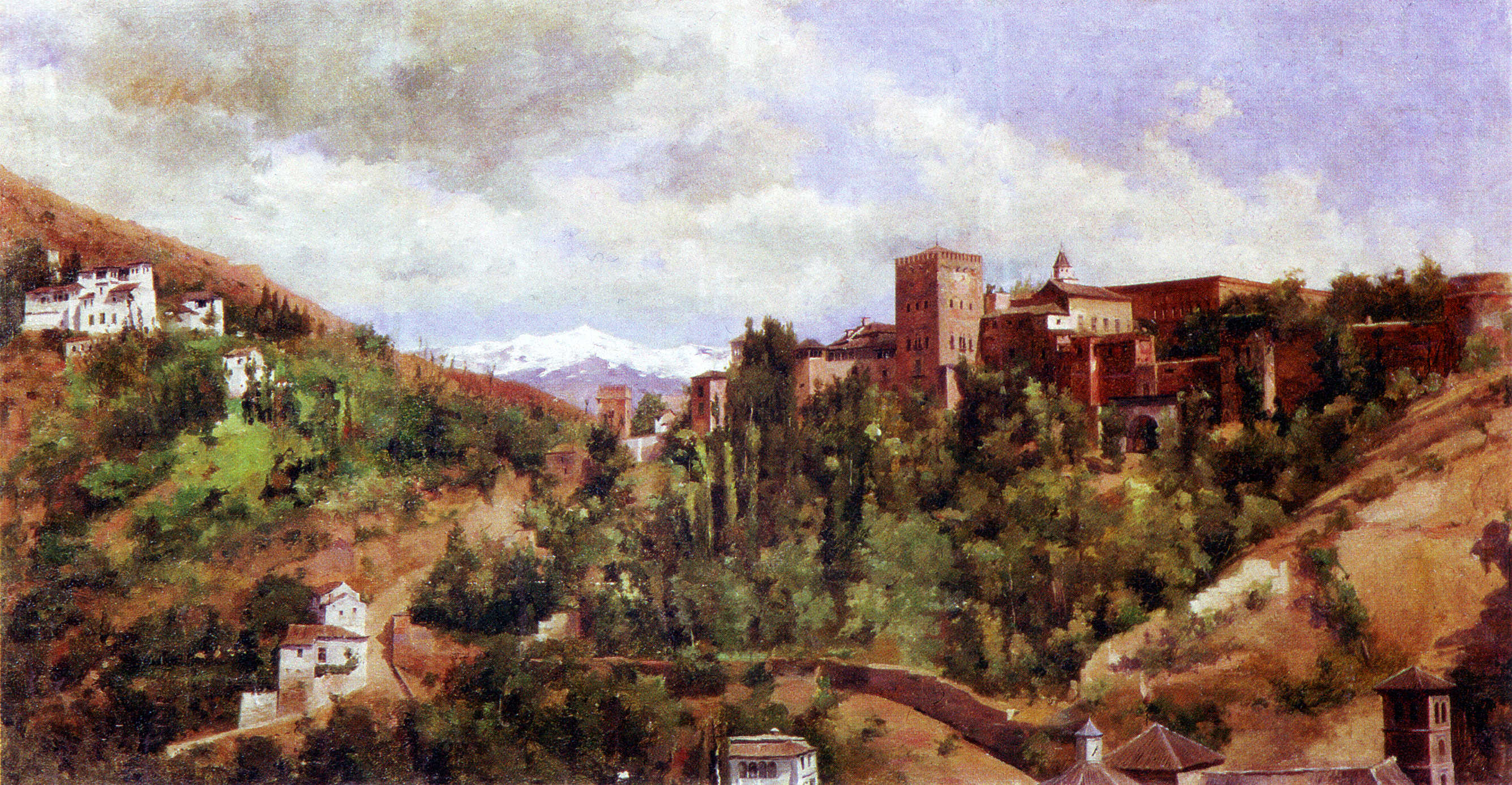
Alhambra y Cuesta de los Chinos

Pintor natural de Granada, fue discípulo en Madrid de su Escuela de Bellas Artes. En la Exposición Nacional de Bellas Artes de 1876 presentó los cuadros Patio de la Mezquita en el palacio árabe de la Alhambra, Casa en que habitó el pintor Melgarejo, Puerta de la sala de las dos hermanas en la Alhambra y Un mendigo. En el Salón de París de 1877 expuso Interiores de la Alhambra. En el de 1878 Un centinela árabe y en el de 1880 Recuerdo de Granada. En las Exposiciones celebradas en Madrid por el señor Hernández en 1882 y 1883 presentó Cercanías de Granada y Una calle de Granada.